# Bulla punctulata
Bulla punctulata är en snäckart som beskrevs av A. Adams In Sowerby 1850. Bulla punctulata ingår i släktet Bulla och familjen Bullidae. Inga underarter finns listade i Catalogue of Life.